# Processo Frasch
O processo de Frasch foi criado por Herman Frasch em 1891. Foi o primeiro processo de extração de enxofre comercialmente rentável, em Louisiana, Texas, e que deu grande impulso ao desenvolvimento das indústrias que dependem deste elemento químico. O método consiste em fundir o enxofre no subsolo, ou em jazidas submarinas, e bombear o líquido até a superfície. O equipamento para perfurar os poços até o fundo dos estratos sulfurosos é o usado comumente na perfuração de poços de petróleo. Na superfície, o enxofre líquido passa por linhas aquecidas a vapor até um separador, onde se remove o ar. O enxofre pode ser solidificado em grandes cubas de depósito, ou pode ser mantido em estado líquido, em tanques de armazenamento aquecidos a vapor.